# Ghulam Abbas (cricketspeler)
Ghulam Abbas (Delhi, 1 mei 1947) is een Pakistaanse voormalige cricketspeler, die testcricket speelde voor het nationale team, in 1967. Daarvoor speelde hij vriendschappelijke wedstrijden in Australië (1964-65) en Engeland (1967).